# Tadzjikistan i olympiska sommarspelen 2012
Tadzjikistan deltog i de olympiska sommarspelen 2012 som hölls mellan den 27 juli och den 12 augusti i London, Storbritannien.

## Medaljörer
| Medalj | Namn              | Sport   | Gren              |
| ------ | ----------------- | ------- | ----------------- |
| Brons  | Mavzuna Tjorijeva | Boxning | Damernas lättvikt |

## Boxning
- Huvudartikel: Boxning vid olympiska sommarspelen 2012

Herrar
| Boxare             | Gren          | Sextondelsfinal          | Åttondelsfinal       | Kvartsfinal          | Semifinal            | Final                | Final            |
| Boxare             | Gren          | Motståndare Resultat     | Motståndare Resultat | Motståndare Resultat | Motståndare Resultat | Motståndare Resultat | Placering        |
| ------------------ | ------------- | ------------------------ | -------------------- | -------------------- | -------------------- | -------------------- | ---------------- |
| Anvar Yunusov      | Bantamvikt    | BYE                      | Valdez (MEX) L 7–13  | Gick inte vidare     | Gick inte vidare     | Gick inte vidare     | Gick inte vidare |
| Sobirdzhon Nazarov | Mellanvikt    | Kasuto (NAM) L 8–11      | Gick inte vidare     | Gick inte vidare     | Gick inte vidare     | Gick inte vidare     | Gick inte vidare |
| Jahon Qurbonov     | Lätt tungvikt | El-Mekachari (TUN) L 6–8 | Gick inte vidare     | Gick inte vidare     | Gick inte vidare     | Gick inte vidare     | Gick inte vidare |

Damer
| Boxare            | Gren     | Åttondelsfinal       | Kvartsfinal          | Semifinal            | Final                | Final     |
| Boxare            | Gren     | Motståndare Resultat | Motståndare Resultat | Motståndare Resultat | Motståndare Resultat | Placering |
| ----------------- | -------- | -------------------- | -------------------- | -------------------- | -------------------- | --------- |
| Mavzuna Tjorijeva | Lättvikt | BYE                  | Dong C (CHN) W 13–8  | Taylor (IRL) L 9–17  | Gick inte vidare     | 3         |

## Brottning
- Huvudartikel: Brottning vid olympiska sommarspelen 2012

Herrar, fristil
| Brottare          | Gren   | Kvalomgång               | Åttondelsfinal         | Kvartsfinal          | Semifinal            | Återkval 1           | Återkval 2           | Final / Brons        | Final / Brons |
| Brottare          | Gren   | Motståndare Resultat     | Motståndare Resultat   | Motståndare Resultat | Motståndare Resultat | Motståndare Resultat | Motståndare Resultat | Motståndare Resultat | Placering     |
| ----------------- | ------ | ------------------------ | ---------------------- | -------------------- | -------------------- | -------------------- | -------------------- | -------------------- | ------------- |
| Nikolay Noev      | -55 kg | Velikov (BUL) L 0–3      | Gick inte vidare       | Gick inte vidare     | Gick inte vidare     | Gick inte vidare     | Gick inte vidare     | Gick inte vidare     | 18            |
| Zalimkhan Yusupov | -66 kg | Gogaev (RUS) W 3–0       | Garcia (CAN) L 1–3     | Gick inte vidare     | Gick inte vidare     | Gick inte vidare     | Gick inte vidare     | Gick inte vidare     | 11            |
| Yusup Abdusalomov | -84 kg | Nurmagomedov (ARM) L 1–3 | Gick inte vidare       | Gick inte vidare     | Gick inte vidare     | Gick inte vidare     | Gick inte vidare     | Gick inte vidare     | 15            |
| Rustam Iskandari  | -96 kg | BYE                      | Andriitsev (UKR) L 1–3 | Gick inte vidare     | Gick inte vidare     | BYE                  | Gazyumov (AZE) L 1–3 | Gick inte vidare     | 12            |

## Friidrott
Tadzjikistan fick 1 deltagarplats klar i den så kallade "B-standarden", i vilken länderna fick ta ut maximalt 1 deltagare i grenen. Detta skiljer sig från "A-standarden", där länderna fick ta ut maximalt 3 deltagare.
- Slägga, herrar – 1 deltagare uppfyllde "B-standarden"

Förkortningar
- Notera – Placeringar gäller endast den tävlandes eget heat
- Q = Kvalificerade sig till nästa omgång via placering
- q = Kvalificerade sig på tid eller, i fältgrenarna, på placering utan att ha nått kvalgränsen
- NR = Nationellt rekord
- N/A = Omgången inte möjlig i grenen
- Bye = Idrottaren behövde inte delta i omgången

Herrar
Fältgrenar
| Idrottare       | Gren          | Kval  | Kval      | Final | Final     |
| Idrottare       | Gren          | Längd | Placering | Längd | Placering |
| --------------- | ------------- | ----- | --------- | ----- | --------- |
| Dilshod Nazarov | Släggkastning | 75.91 | 8 q       | 73.80 | 10        |

Damer
Bana och väg
| Idrottare             | Event | Heat     | Heat      | Semifinal        | Semifinal        | Final            | Final            |
| Idrottare             | Event | Resultat | Placering | Resultat         | Placering        | Resultat         | Placering        |
| --------------------- | ----- | -------- | --------- | ---------------- | ---------------- | ---------------- | ---------------- |
| Vladislava Ovcharenko | 200 m | 24.39    | 9         | Gick inte vidare | Gick inte vidare | Gick inte vidare | Gick inte vidare |

## Judo
Herrar
| Idrottare      | Gren                | 32-delsfinal         | Sextondelsfinal            | Åttondelsfinal                | Kvartsfinal              | Semifinal            | Återkval                  | Bronsmatch           | Final                | Final            |
| Idrottare      | Gren                | Motståndare Resultat | Motståndare Resultat       | Motståndare Resultat          | Motståndare Resultat     | Motståndare Resultat | Motståndare Resultat      | Motståndare Resultat | Motståndare Resultat | Placering        |
| -------------- | ------------------- | -------------------- | -------------------------- | ----------------------------- | ------------------------ | -------------------- | ------------------------- | -------------------- | -------------------- | ---------------- |
| Rasul Boqiev   | Lättvikt (-73 kg)   | BYE                  | Williams (GBR) W 1001–0000 | Jurakobilov (UZB) W 1001–0001 | Nakaya (JPN) L 0002–0011 | Gick inte vidare     | Legrand (FRA) L 0002–0010 | Gick inte vidare     | Gick inte vidare     | Gick inte vidare |
| Parviz Sobirov | Mellanvikt (-90 kg) | i.u.                 | Meloni (ITA) L 0013–0101   | Gick inte vidare              | Gick inte vidare         | Gick inte vidare     | Gick inte vidare          | Gick inte vidare     | Gick inte vidare     | Gick inte vidare |

## Taekwondo
| Idrottare        | Gren             | Åttondelsfinaler     | Kvartsfinaler        | Semifinaer           | Återkval               | Bronsmatch           | Final                | Final            |
| Idrottare        | Gren             | Motståndare Resultat | Motståndare Resultat | Motståndare Resultat | Motståndare Resultat   | Motståndare Resultat | Motståndare Resultat | Placering        |
| ---------------- | ---------------- | -------------------- | -------------------- | -------------------- | ---------------------- | -------------------- | -------------------- | ---------------- |
| Farkhod Negmatov | Herrarnas −80 kg | Muhammad (GBR) L 1–7 | Gick inte vidare     | Gick inte vidare     | Gick inte vidare       | Gick inte vidare     | Gick inte vidare     | Gick inte vidare |
| Alisher Gulov    | Herrarnas +80 kg | Molfetta (ITA) L 3–7 | Gick inte vidare     | Gick inte vidare     | Liu Xiaobo (CHN) L 1–6 | Gick inte vidare     | Gick inte vidare     | Gick inte vidare |